# NGC 6709
NGC 6709 ist ein offener Sternhaufen vom Trumpler-Typ III2m im Sternbild Adler am Nordsternhimmel. Er hat eine Helligkeit von 6,7 mag und einen Winkeldurchmesser von 13 Bogenminuten. Der Haufen ist rund 3.500 Lichtjahre vom Sonnensystem entfernt.
Entdeckt wurde das Objekt am 29. Juli 1827 von John Herschel.